# Lal-lo
Lal-lo est une municipalité de la province de Cagayan, aux Philippines.
La ville fut fondée durant la colonisation espagnole par le gouverneur général Gonzalo Ronquillo de Peñalosa (en poste de 1580 à 1583), sous le nom de Nueva Segovia.

## Barangays
| - Abagao - Alaguia - Bagumbayan - Bangag - Bical - Bicud - Binag - Cabayabasan (Capacuan) - Cagoran - Cambong - Catayauan - Catugan | - Centro (Pob.) - Cullit - Dagupan - Dalaya - Fabrica - Fusina - Jurisdiction - Lalafugan - Logac - Magallungon (Sta. Teresa) - Magapit - Malanao | - Maxingal - Naguilian - Paranum - Rosario - San Antonio (Lafu) - San Jose - San Juan - San Lorenzo - San Mariano - Santa Maria - Tucalana |

## Personnalités liées
- Diego Aduarte, prêtre dominicain espagnol missionnaire, explorateur et évêque y est mort